# Аурелія і Блакитний Місяць
Ауре́лія і Блаки́тний Мі́сяць (англ. Aurelia and Blue Moon) — гіпотетичні приклади планети та супутника, на яких могло б виникнути позаземне життя. Зображені в однойменних епізодах міні-серіалу «Alien Worlds» 2005 року випуску. Цей проєкт став результатом співпраці телекомпанії Blue Wave Productions Ltd. та групи американських і британських дослідників, які працювали на замовлення National Geographic Channel.
Щоб уявити найбільш ймовірні умови для виникнення позаземного життя, і можливі шляхи його розвитку, вчені комбінували знання з ксенобіології та кліматології. Перші результати роботи було представлено в телевізійному міні-серіалі «Alien Worlds» (укр. Чужі світи), що складається з двох частин, і вперше вийшов в ефір на британському каналі Channel 4 2005 року. Згодом Channel 4 видав DVD-диск із записом серіалу. На каналі National Geographic Channel він демонструвалося під назвою «Extraterrestrial» (укр. Позаземне), із акцентом на проблемах можливого інопланетного життя на Аурелії й Блакитному Місяці.

## Серіал
«Alien Worlds» є псевдодокументальним серіалом, який показує недалеке майбутнє — 2020 рік, коли завдяки новому телескопу було виявлено населені планети.
Перша частина серіалу присвячена Аурелії, вигаданій землеподобній екзопланеті, що обертається по орбіті навколо червоного карлика, який перебуває в місцевій зоні Чумацького Шляху. Гіпотетична Аурелія може нагадувати реальні екзопланети Gliese 581 g та Gliese 581 d.
Друга частина присвячена супутнику газового гіганта, названому Блакитним Місяцем, який перебуває в системі подвійної зорі. У свою чергу, Блакитний Місяць може бути схожим на дві інші екзопланети — HD 28185 b та 55 Cancri f.

## Підстави виникнення гіпотез
Систематичні дослідження екзопланет почалися в 1980-х роках, і перші публікації розглядали високу ймовірність існування життя на позасонячних планетах. В даний час[коли?] вважається, що для виникнення життя орбіта планети має перебувати на такій відстані від зорі, щоб на планеті могла існувати вода в рідкому стані. Це досить вузька смуга, яку називають зоною, придатною для життя. Її розташування залежить від спектрального класу зорі.
Станом на лютий 2012 р., з усіх виявлених екзопланет у таку зону потрапляли 4 підтверджені екзопланети: Глізе 667 CC, HD 85512 b, Глізе 581 d та Kepler-22 b[відсутнє в джерелі]. Найменша серед них — HD 85512 b — мала масу, що перевищує масу Землі в 3,6 разів, і обертається навколо помаранчевого карлика в сузір'ї Вітрил.
Чутливість існуючих методів значно ускладнює виявлення позасонячних землеподібних планет з меншою масою. Щоб подолати ці складнощі, НАСА планувало проєкт Terrestrial Planet Finder (TPF) із двома телескопами, які планувалося вивести на навколоземну орбіту в 2013—2014 рр. Однак, 14 лютого 2007 року Сенат США скасував цю програму.
Ще до скасування TPF, серед астрофізиків широко обговорювалися найкращі місця для пошуку землеподібних планет. Хоча життя на Землі й сформувалася поблизу відносно стабільного жовтого карлика, зорі подібні до Сонця трапляються в нашій Галактиці набагато рідше, ніж червоні карлики (що мають масу близько половини сонячної і, як наслідок, випромінюють значно менше енергії). Крім того, більше чверті всіх зір розташовані в подвійних системах, а близько 10 % перебувають у системах, що складаються більш як із трьох зір. Тому було б цілком розумно розглянути шляхи виникнення життя і в таких умовах.

## Аурелія

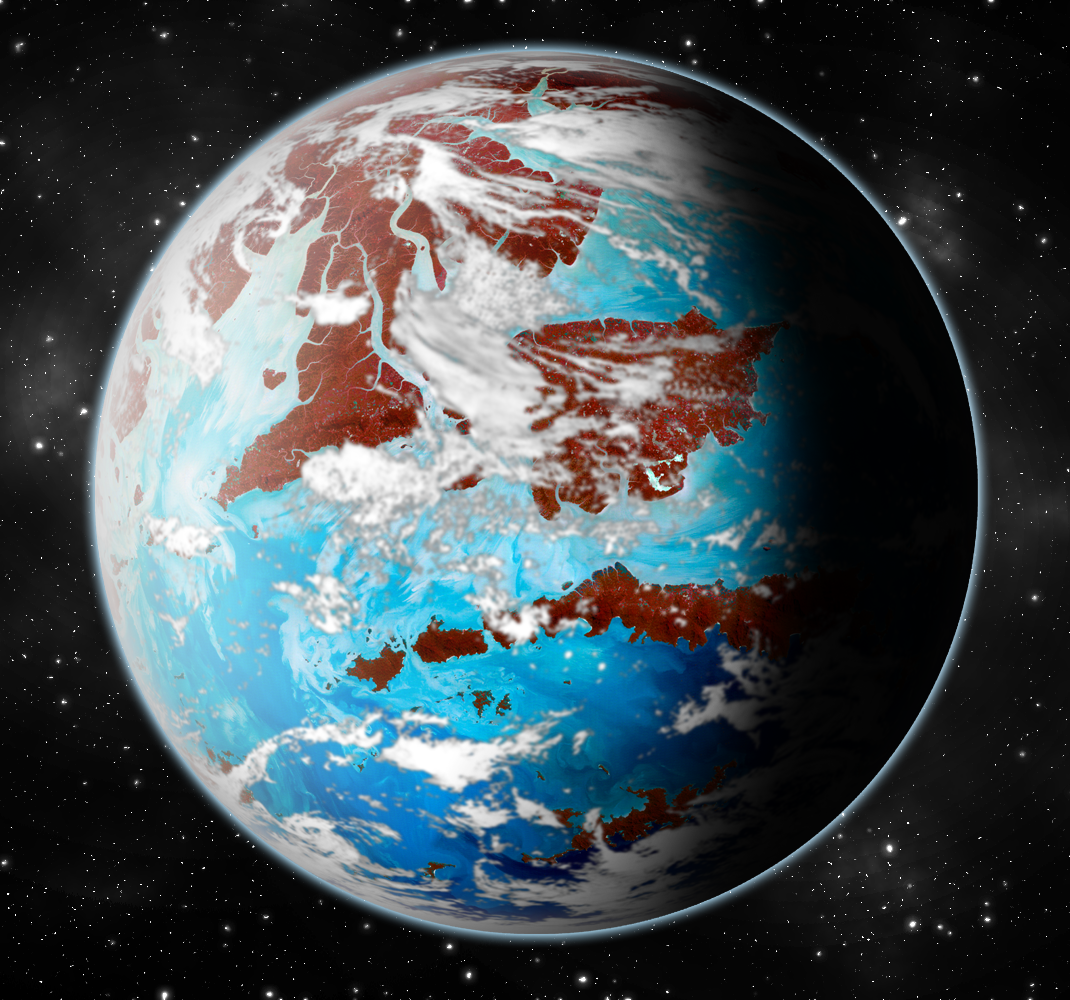
Планета типу Аурелії

### Підґрунтя існування
На думку вчених, найперспективнішою метою проєкту Terrestrial Planet Finder повинні стати червоні карлики, що пов'язано з більшою ймовірністю наявності екзопланет навколо них. Червоні карлики спалюють водень з меншою швидкістю, ніж Сонце, що продовжує час існування зорі, і залишає досить багато часу для появи й розвитку життя на їхніх планетах. Крім того, цей тип зір дуже поширений, що істотно підвищує шанси на виявлення життя у Всесвіті. Однак, червоні карлики мають меншу світність, ніж інші типи зірок, і це сильно ускладнює виявлення їхніх планетарних систем. Низька сила тяжіння світила також обмежує потенційний розмір такої системи. Але, разом з тим, відкриття Gliese 581 g залишає надію на відкриття інших планетарних систем червоних карликів, у тому числі — і потенційно жилих.
Малі розміри зорі й слабкий світловий потік, що випромінює червоний карлик, означають, що зона життя навколо нього буде ближче до зорі, ніж у Сонячні системі. Але є ймовірність того, що планета розміром із Землю, яка перебуватиме на такій орбіті, потрапить у так званий орбітальний резонанс (англ. Tidal lock). У цьому випадку, планета завжди буде обернена до зорі одним боком, так само, як і Місяць — до Землі. Половина Аурелії буде перебувати у вічному мороці і ніколи не вийде з льодовикового періоду. На іншій же половині, на тому боці, що обернений до зорі, вируватиме безперервний велетенський ураган з постійними рясними зливами. У проміжку між цими двома зонами буде зона, імовірно придатна для життя.
Традиційні наукові теорії припускають, що планети, які потрапили в орбітальний резонанс, не можуть утримувати власну атмосферу, позаяк відсутність обертання навколо власної осі значно послаблює власне магнітне поле планети, яке захищає атмосферу від здування сонячним вітром. Однак дослідники, зайняті в цій програмі, вирішили перевірити ці припущення, і створили модель, що описує існування таких планет, починаючи від стадії протопланетарного диска, і закінчуючи їх остаточною загибеллю. На думку вчених, така планета все ж змогла б утримати атмосферу, хоча, і з дуже незвичайними, за земними мірками, результатами.
Згаданий ураган теоретично здатний створювати в місцевому океані величезні хвилі. Океанологам ще належить з'ясувати, наскільки високими можуть бути ці хвилі, особливо — в зоні передбачуваної наявності боліт і дельти. Цілком можливо, береги будуть регулярно зазнавати їх впливу. Проте, бактерії й одноклітинні водорості, швидше за все, виживуть. Якщо продовжити думку, і припустити, що у згаданій зоні планети є суходіл, то ймовірне формування в прибережній зоні розвинутої мережі річкових дельт і заболочених ділянок, у зв'язку з випаданням дощів, принесених ураганом.

### Екосистема
На кінцевому етапі моделювання Аурелії були зроблені спроби зобразити тамтешні форми життя, ґрунтуючись на земних еволюційних моделях і принципах функціонування й розвитку екосистем. Припущення вчених включали в себе теорію про те, що довгий час існування червоного карлика дає можливість для розвитку та еволюціонування життя в широших межах, ніж на Землі. Було висловлено гіпотезу, що переважна більшість екзопланетарних форм життя будуть ґрунтуватися на вуглеці. Життєві форми Аурелії в результаті еволюції могли б набути багатьох особливостей. Найяскравішою серед них була б здатність всіх організмів, що мешкають на планеті, виявляти сонячні спалахи, і уникати їх наслідків. Зорі типу «червоний карлик» дуже нестабільні, і сонячні спалахи — не рідкість. Інтенсивне ультрафіолетове випромінювання становить небезпеку для всіх вуглецевих форм життя, так як призводить до розриву атомних зв'язків в органічних молекулах.
Відштовхуючись від гіпотези про вуглецеву природу життя на Аурелії, було висловлено припущення, що основна фотосинтезуюча життєва форма буде являти собою напіврослину-напівтварину і має бути автотрофом. Як приклад було вигадано істоту жалке віяло (англ. Stinger Fan). Ця схожа зовні на гриб істота має п'ять сердець і обмежену рухливість, його схожі на опахала листки здатні вловлювати енергію сонця, синтезуючи цукри, а серця служать своєрідними насосами, що доставляють живильні речовини до різних органів. Віяло матиме механізм пристосування до спалахів — відчуваючи зміну світності, воно згортатиметься, різко зменшуючи площу контакту з ультрафіолетом.
Жалке віяло, у теорії, має бути основою харчування для іншої істоти, названої брудоніг. Ця вигадана шестинога напів-амфібія нагадує гібрид бобра й великого тритона з очима, як у равлика. Лапи озброєні потужними, постійно ростучими кігтями, які використовуються цими створіннями для викопування їжі та будівництва гребель. Греблі, які могли б створювати ці істоти, теоретично могли б призвести до утворення в річкових системах великих лагун, лиманів і боліт. Його механізм пристосування до спалахів зорі — чутливі до ультрафіолету клітини на спині та переховування під водою і в норах.
Вище брудонога у змодельованому харчовому ланцюжку перебуває свиноглот — велика м'ясоїдна тварина, зовні схожа зі страусом ему, котра є основним хижаком в описуваній екосистемі. Ці двометрові істоти могли б жити й полювати зграями, і, ймовірно, могли б мати певні зачатки інтелекту. Ця істота має чутливі до ультрафіолетового випромінювання очі та ховається під поваленими брудоногами жалкими віялами.
І, нарешті, було змодельовано ще одну вигадану земноводну істоту — істерію (англ. Hysteria), яка могла б виглядати як зграя помаранчевих пуголовків-піраній. Ці крихітні істоти теоретично здатні утворювати єдиний над-організм. Вони могли б виходити на мілину, утворюючи єдину рухому масу, щоб паралізувати й поїдати інших тварин.

## Блакитний Місяць

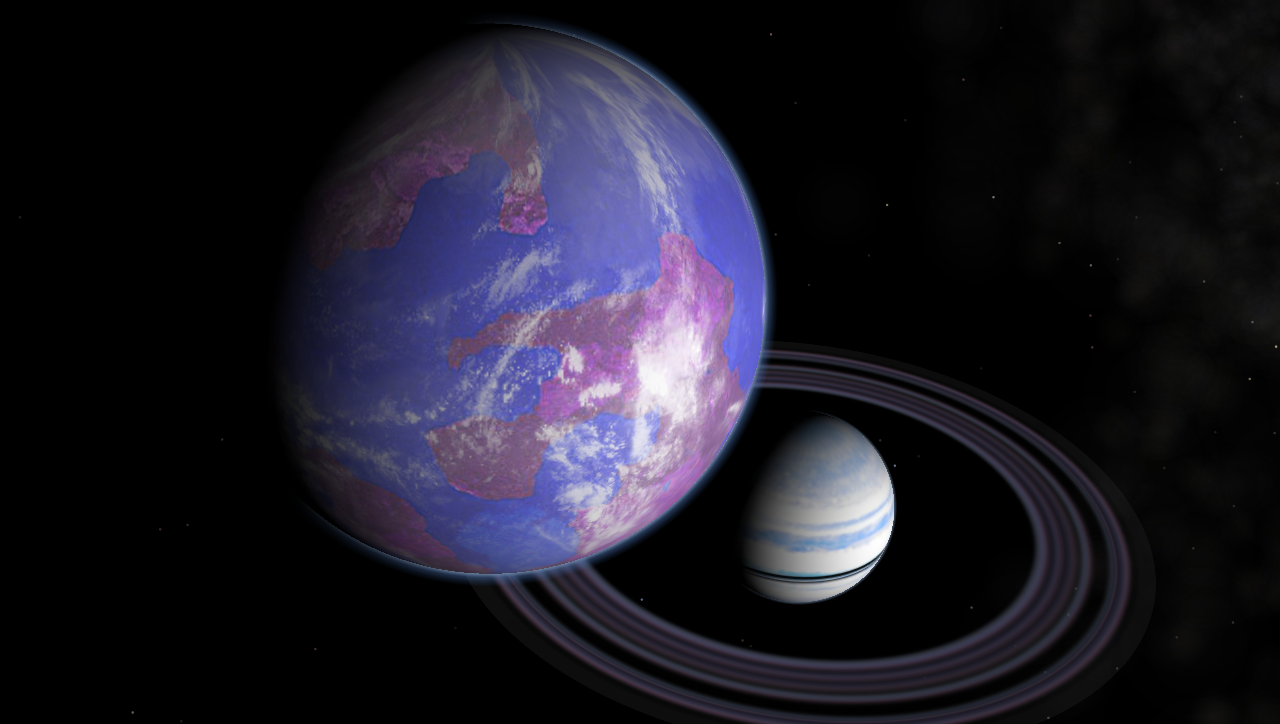
Планета типу Блакитного Місяця.

### Підґрунтя існування
Блакитний Місяць (англ. Blue Moon) — вигаданий супутник газової планети, практично повністю вкритий водою. Його змодельовано за зразком планет-гігантів Сонячної системи, які мають багато супутників, за розмірами близьких до планет земної групи. Планета разом із супутниками розташована в системі подвійної зорі, оскільки подвійні зорі трапляються доволі часто. Блакитний Місяць за розміром має бути порівнянний із Землею, але згідно моделі, має атмосферний тиск втричі вищий, ніж земний. Аналогом такого небесного тіла в Сонячній системі, тільки розташованого поза зоною життя, є Титан.
Характерною особливістю цього модельованого супутника може бути відсутність полярних крижаних шапок: щільна атмосфера й океан, що вкриває майже всю поверхню, мають зменшувати відмінності температури.

### Екосистема
Щільніша, ніж на Землі, атмосфера могла б стати їй середовищем життя різноманітних організмів. Із космосу можна було б спостерігати зеленуватий серпанок на поверхні, створюваний величезною кількістю мохів та водоростей, що плавають у воді й літають у повітрі як полотнища. До 70 % суходолу Блакитного Місяця має бути вкрито двома основними типами рослинності — деревами-пагодами (англ. pagoda plants), і балонними деревами (англ. balloon tree). Дерева-пагоди могли б з'єднуватися між собою, і це дозволило б їхнім заростям досягати висоти понад 200 метрів. Їхнє порожнисте листя могло б збирати дощову воду (що є одним з імовірних механізмів пристосовності. З погляду фізіології рослин вважається неможливим доставити воду на таку висоту з поверхні землі лише силою осмосу). Балонні дерева, як вважають учасники проєкту, мали б розсіювати своє насіння, наповнюючи кожну насінину воднем, що дозволяло б їм ширяти в щільній атмосфері. Цією здатністю ці рослини нагадують деякі водорості з Землі.
Високий вміст кисню в атмосфері (до 30 %) мав би призвести до частих спонтанним самозаймань під час гроз. Рівень вуглекислого газу в цьому випадку також повинен бути підвищений, приблизно в 30 разів у порівнянні із земним, що, в свою чергу, може привести до підвищення температури повітря і насичення його водяними парами (парниковий ефект). Як і земний Місяць, Блакитний мав би так само перебувати в орбітальному резонансі, завжди обернений до своєї планети одним боком.
Період обертання Блакитного Місяця навколо газового гіганта, як припускає модель, становить 10 діб, з яких місячний день 5 діб, і стільки ж — ніч. Довгі дні й ночі теоретично мають призвести до виникнення сильних міжпівкульних повітряних потоків, які, на додаток до щільної атмосфери й підвищеного вмісту кисню, здатні були б допомогти повітряним формам життя підтримувати безперервний політ.
В атмосфері могли б жити великі організми, такі як небесні кити (англ. Skywhales), предки якого залишили океан, щоб освоїти повітряні простори. Надлишок кисню в атмосфері, теоретично, призводив би до підвищення сили м'язів, і ці істоти, з розмахом крил, що досягають 10 метрів, все своє життя проводили б у повітрі, харчуючись згаданими вище мохами й водоростями. У таком випадку перехід від плаваючих організмів до літаючих мав би статися дуже різко, в один еволюційний стрибок.
Небесні кити, відповідно до моделі, можуть служити їжею для вигаданих комахоподібних істот — капюшонних сталкерів (англ. caped stalkers) —, місцевих хижаків, що живуть колоніями. Серед капюшонних сталкерів, теоретично, мало б існувати чітке розділення ролей між різними спеціалізованими особинами, як у земних мурашниках або вуликах. Розвідники, що виявили небесних китів, могли б позначати їх особливим запахом, і повертатися назад у гніздо. Робочі особини, що збираються у великий рій, після знайдення кита, поміченого розвідниками, мали б змусити його знизитися, згодом — убити і доставити їжу в колонію. І, нарешті, на чолі колонії мала б стояти королева, що відкладає яйця, з яких з'являються нові сталкери. Образ життя цього виду схожий на існування гнізд земних шершнів.
У свою чергу, «сталкери» самі мають бути харчами для пагоди (англ. Pagoda), вигаданої рослини, чиї гілки-щупальця вкриті малопомітними ловчими тенетами. Коли капюшонний мисливець потрапляє в ці тенета, пагода, використовуючи гілки-щупальця, піднімала б знерухомлену жертву нагору, до ротового отвору, щоб розчинити в кислоті примітивного шлунка.
Велетенські кайти (англ. giant kites), як і небесні кити, могли б ширяти над пологом лісу. Зовні вони, за задумом учених, нагадують парашут, і можуть, теоретично, досягати 5 метрів у діаметрі. Своєрідні «страхувальні фали» дозволяли б їм контролювати висоту польоту, а щупальця, схожі на щупальця земних медуз — вихоплювати личинок жуків-вертольотів (англ. Helibug) з води. Останні вигадані створіння примітні тим, що, згідно задуму учасників проєкту «Блакитний Місяць», мають трилатеральну симетрію тіла: три ноги, троє очей, три крила, три щелепи і три язики.